# SUPER GOOD, SUPER BAD
《SUPER GOOD, SUPER BAD》는 2011년 1월 26일에 발매된 야마시타 토모히사의 첫 번째 정규 앨범이다. 한국에서는 2011년 3월 2일 발매되었다.
이 앨범 발매를 계기로, 야마시타 토모히사가 한국에 공식적으로 첫 내한하였으며, 서울 KBS 88체육관에서 첫 단독 콘서트를 하였다.

## 앨범 설명
- 앨범명 : SUPER GOOD, SUPER BAD
- 발매일 : 2011년 1월 26일

일본판
- 첫회 한정반은 DVD와 12페이지 포토북과 20페이지 가사 북클렛
  - 〈One in a million〉 프로모션 비디오 & 메이킹 수록
  - 〈하다칸보〉 녹음실 현장 수록
  - 스페셜 인터뷰 & 메시지 수록
- 통상 반은, 첫회 반 미수록의 5곡을 수록되어있고, 28페이지 가사 북클렛
- SUPERGOOD가 DISC-01, SUPERBAD가 DISC-02를 가리킨다.
- 수록곡 〈청〉은 자니즈 주니어 시절부터 불렀던 야마시타 토모히사의 곡이다.
- 한국인 작곡가 최용찬이 작곡한 발라드도 수록되어 있다.

한국판
- 초회반(2CD+DVD), 20곡 수록
  - 프로모션 비디오 & 메이킹 등 스페셜 영상(총 36분 구성)
  - 12페이지 포토북 + 20페이지 가사 북클렛
  - 한국어 자막 /한국어 가사 삽지 수록
- 통상반(2CD), 20곡 수록+보너스 트랙 5곡
  - 28페이지 가사 북클렛
  - 한국어 가사 삽지 수록

## 수록 곡 목록
CD-01 (SUPERGOOD)
1. 안아줘 세뇨리타 (抱いてセニョリータ)
  - 작사 : zopp / 작곡 : 와타나베 미라이, 마사키 오사무 / 편곡 : 마에지마 야스야키
2. 하다칸보 (はだかんぼー) (Album ver.)
  - 작사·작곡 : 오오타케 소사쿠 / 편곡 : 옷상, 오오타케 소사쿠
3. 달과 태양의 랩소디 (月と太陽のラプソディ)
  - 작사 : zopp / 작곡 : 이노우에 신지로 / 편곡 : 스즈키 마사야
4. Crazy You
  - 작사·작곡 : 이와타 히데아키, 편곡 : 이시즈카 토모오
5. 산타 마리아 (サンタマリア)
  - 작사 : zopp / 작곡 : Shusui, Thomas G:son, Andreas Rickstrand / 편곡 : CHOKKAKU
6. 데키아이ROBOT (溺愛ROBOT)
  - 작사 : Takuya Harada, 카도노 히사토모 / 작곡 : Takuya Harada, JUNKOO / 편곡 : 스즈키 마사야
7. 죄와 벌 (罪と罰)
  - 작사 : 마츠이 고로 / 작곡 : 세류게 겐사부로 / 편곡 : 마에지마 야스야키
8. 입맞춤으로 아디오스 (口づけでアディオス)
  - 작사 : zopp / 작곡·편곡 : 나가오카 세이코우
9. 청춘 아미고 (春アミーゴ)
  - 작사 : zopp / 작곡·편곡 : Shusui, Fredrik Hult, Jonas Engstrand, Ola Larsson
10. 최후의 러브송(最後のラブ・ソング)
  - 작사 : ma-saya / 작곡·편곡 : Choi Yong-Chan

CD-02 (SUPERBAD)
1. Theme of "SUPERBAD"
  - 작사 : R.Wolf / 작곡·편곡 : Ryosuke Nakanishi
2. Tokyo Sinfonietta
  - 작사 : zopp, R.Wolf / 작곡 : Alfred Tuohey, Mimoza Blinsson / 편곡 : Alfred Tuohey
3. Party Don't Stop(feat. DJ DASK)
  - 작사 : TOMO(야마시타 토모히사) & R.Wolf / 작곡·편곡 : Tommy Cint
4. One in a million
  - 작사 : HUB / 작곡 : Alfred Tuohey, Vincent Stein, Mimoza Blinsson / 편곡 : Alfred Tuohey, Vincent Stein
5. Yours Baby
  - 작사 : R.Wolf / 작곡·편곡 : R.Wolf, Ryosuke Nakanishi
6. ONE GIRL
  - 작사 : Josh / 작곡 : Tommy Clint, Mats Lie Skare / 편곡 : Tommy Clint
7. Loveless
  - 작사 : 쇼노 주리 / 작곡 : Jin Nakamura / 편곡 : 무라야마 신이치로
8. 미안해(ごめんね)
  - 작사 : miho sumita / 작곡 : SHIROSE, Dr Hardcastle, Fredrik "Franciz" Jernberg / 편곡 : Fredrik "Franciz" Jernberg
9. Blood Diamond
  - 작사 : HUB / 작곡 : Gustav Efraimsson, Teddy Sky / 편곡 : Gustav Efraimsson
10. Sleepwalking
  - 작사 : HUB / 작곡·편곡 : Chris Rojas

### 통상 반
CD-01 (SUPERGOOD)
1. 안아줘 세뇨리타 (抱いてセニョリータ)
2. 하다칸보 (はだかんぼー) (Album ver.)
3. 달과 태양의 랩소디 (月と太陽のラプソディ)
4. Crazy You
5. 산타 마리아 (サンタマリア)
6. 데키아이ROBOT (溺愛ROBOT)
7. 죄와 벌 (罪と罰)
8. 입맞춤으로 아디오스 (口づけでアディオス)
9. 청춘 아미고 (春アミーゴ)
10. 최후의 러브송(最後のラブ・ソング)
11. 청(青) ※보너스 트랙
  - 작사·작곡 : 야마시타 토모히사 / 편곡 : 우에스기 히로시

CD-02 (SUPERBAD)
1. Theme of "SUPERBAD"
2. Tokyo Sinfonietta
3. Party Don't Stop(feat. DJ DASK) ※작사
4. One in a million
5. Yours Baby
6. ONE GIRL
7. Loveless
8. 미안해(ごめんね)
9. Blood Diamond
10. Sleepwalking
11. Touch You ※보너스 트랙
  - 작사 : SHIROSE, GASHIMA / 작곡 : Oscar Holter, Jakke Erixzon, SHIROSE, GASHIMA / 편곡 : Holter, Erixson
12. TOMO ※보너스 트랙
  - 작사 : TOMO(야마시타 토모히사) & R.Wolf / 작곡 : Alexander Geringas, Elias Kapari, Chalie Mason, Bernd Klimpel / 편곡 : Alexander Geringas, Elias Kapari
13. Friday Night ※보너스 트랙
  - 작사 : TOMO / 작곡 : Alfred Tuohey / 편곡 : Alfred Tuohey, Ryosuke Nakanishi
14. MOLA(R-midwest REMIX) ※보너스 트랙
  - 작사·작곡 : Daisuke "DJ"Imai / 편곡 : Ryosuke Nakanisi

### DVD
- 〈One in a million〉 뮤직 클립 & 메이킹 영상 외
  - 〈One in a million〉 뮤직 클립 & 메이킹
  - 〈하다칸보〉 in 레코딩 스튜디오 영상
  - 스페셜 인터뷰 & 메시지